# Heterochelus festivus
Heterochelus festivus är en skalbaggsart som beskrevs av Kulzer 1960. Heterochelus festivus ingår i släktet Heterochelus och familjen Melolonthidae. Inga underarter finns listade i Catalogue of Life.